# Psychomyia barata
Psychomyia barata är en nattsländeart som beskrevs av Malicky och Chantaramongkol 1993. Psychomyia barata ingår i släktet Psychomyia och familjen tunnelnattsländor. Inga underarter finns listade i Catalogue of Life.